# Diferencial total
O diferencial total de uma função real de várias variáveis reais corresponde a uma combinação linear de diferenciais, cujos coeficientes compõem o gradiente da função.
Por exemplo, se {\displaystyle z=z(x,y)\,} é uma função diferenciável, então o diferencial total de z é:

{\displaystyle dz={\frac {\partial z}{\partial x}}dx+{\frac {\partial z}{\partial y}}dy\in (\mathbb {R} ^{2})}

## Visualização
Para uma função de 2 variáveis, como no caso acima, numa região pequena o bastante nas vizinhanças do ponto {\displaystyle (x,y)}, a imagem da função pode ser aproximada por um plano.

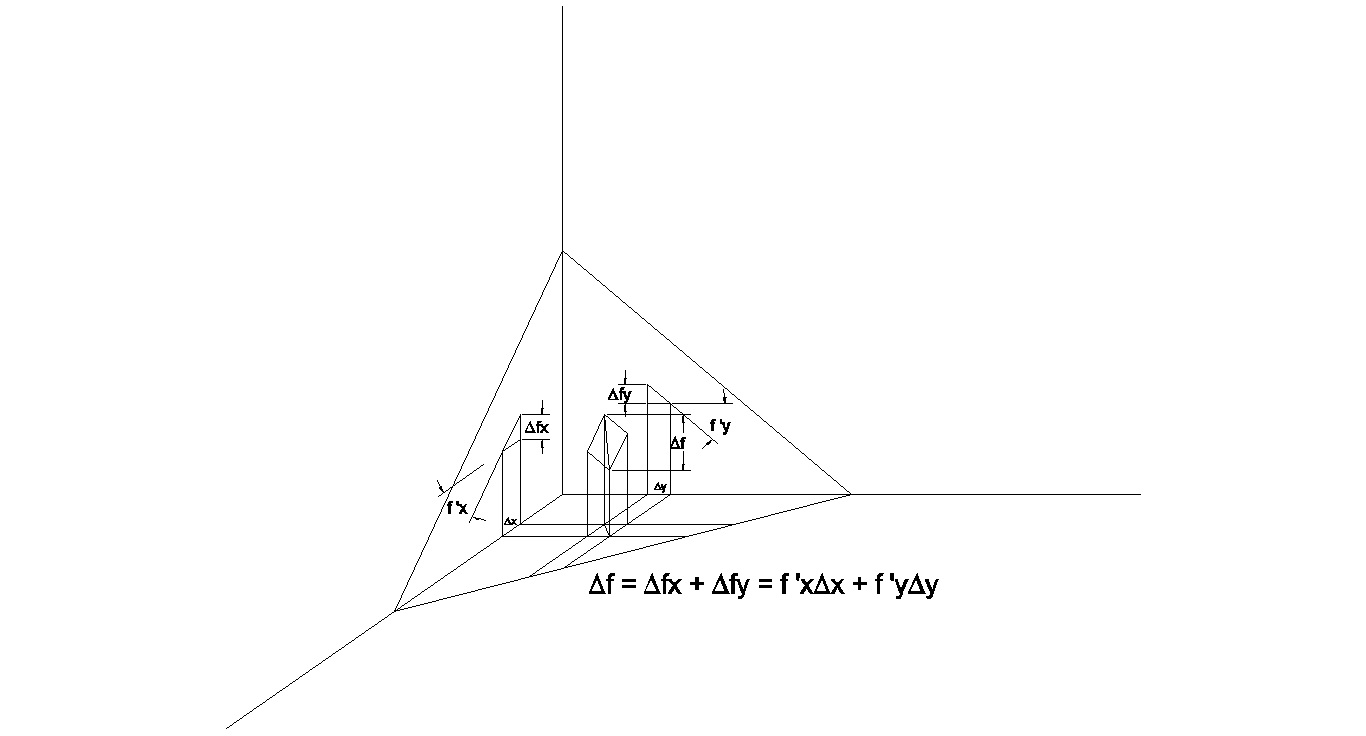
Relação entre os incrementos parciais e o total

Os pontos, {\displaystyle f({x}),f({x+\Delta {x}}),f({y}),f({y+\Delta {y}})} formam um paralelogramo nesse plano.

A variação total da função, que corresponde à diferença de altura entre o vértice mais alto {\displaystyle f({x,y})} e o mais baixo {\displaystyle f({(x+\Delta {x}),(y+\Delta {y})})} do paralelograma,  é a soma das diferenças de altura entre os vértices superior a um dos intermediários e deste ao inferior:
{\displaystyle \Delta {f{x}}+\Delta {f{y}}}.

Como as derivadas parciais são as tangentes dos ângulos em cada plano vertical, obtêm-se dos triângulos retângulos:

{\displaystyle \Delta {f{x}}={\frac {\partial f}{\partial x}}*\Delta {x}}  e  {\displaystyle \Delta {f{y}}={\frac {\partial f}{\partial y}}*\Delta {y}}
Quando {\displaystyle \Delta {x}} e {\displaystyle \Delta {y}} tendem a zero:
{\displaystyle d{f}={\frac {\partial f}{\partial x}}*d{x}+{\frac {\partial f}{\partial y}}*d{y}}

## Representação
Em cálculo vetorial, o diferencial total de uma função {\displaystyle f:\mathbb {R} ^{n}\rightarrow \mathbb {R} } pode ser representado como:
{\displaystyle \mathrm {d} f=\sum _{i=1}^{n}{\frac {\partial f}{\partial x_{i}}}dx_{i}}
onde f é uma função {\displaystyle f=f(x_{1},x_{2},..\;..,x_{n})\,}.

## Regra da Cadeia
Quando os argumentos de uma função {\displaystyle f({x,y})} são por sua vez também funções: {\displaystyle x({r,t})} e {\displaystyle y({r,t})}, os cálculos de {\displaystyle {\frac {\partial f}{\partial r}}} e {\displaystyle {\frac {\partial f}{\partial t}}} podem ser obtidos a partir da expressão do diferencial total:

Pela definição de derivada parcial:

{\displaystyle {\frac {\partial f}{\partial r}}=\lim({dr}}→{\displaystyle 0){\frac {f({x(r+dr,t),y(r+dr,t))}-f({x(r,t),y(r,t)})}{dr}}}
O numerador pode ser visto como um diferencial total de uma função de x e y entre os pontos {\displaystyle (x,y)} e {\displaystyle (x+dx,y+dy)}

{\displaystyle f({x(r+dr,t),y(r+dr,t))}-f({x(r,t),y(r,t)})=df={\frac {\partial f}{\partial x}}*dx+{\frac {\partial f}{\partial y}}*dy}, 

onde {\displaystyle dx=x(r+dr,t)-x(r,t)} e {\displaystyle dy=y(r+dr,t)-y(r,t)}
Substituindo na expressão de {\displaystyle {\frac {\partial f}{\partial r}}},
{\displaystyle {\frac {\partial f}{\partial r}}=\lim({dr}}→{\displaystyle 0){\frac {{\frac {\partial f}{\partial x}}*(x(r+dr,t)-x(r,t))+{\frac {\partial f}{\partial y}}*(y(r+dr,t)-y(r,t))}{dr}}}
Mas,

{\displaystyle \lim({dr}}→{\displaystyle 0){\frac {(x(r+dr,t)-x(r,t))}{dr}}={\frac {\partial x}{\partial r}}} e

{\displaystyle \lim({dr}}→{\displaystyle 0){\frac {(y(r+dr,t)-y(r,t))}{dr}}={\frac {\partial y}{\partial r}}}
Logo, temos a expressão da regra da cadeia para 2 variáveis:

{\displaystyle {\frac {\partial f}{\partial r}}={\frac {\partial f}{\partial x}}*{\frac {\partial x}{\partial r}}+{\frac {\partial f}{\partial y}}*{\frac {\partial y}{\partial r}}}
E de forma análoga:

{\displaystyle {\frac {\partial f}{\partial t}}={\frac {\partial f}{\partial x}}*{\frac {\partial x}{\partial t}}+{\frac {\partial f}{\partial y}}*{\frac {\partial y}{\partial t}}}

## Derivada total
A derivada total é uma caso particular da regra da cadeia, quando os argumentos de f (x,y,z), só dependem, cada um deles, de uma variável: x= x(t), y=y(t), z= z(t). Aplicando a regra da cadeia para este caso:
{\displaystyle {\frac {\mathrm {d} f}{\mathrm {d} t}}={\frac {\partial f}{\partial x}}*{\frac {\mathrm {d} x}{\mathrm {d} t}}+{\frac {\partial f}{\partial y}}*{\frac {\mathrm {d} y}{\mathrm {d} t}}+{\frac {\partial f}{\partial z}}*{\frac {\mathrm {d} z}{\mathrm {d} t}}}
Ou vetorialmente:
{\displaystyle {\frac {\mathrm {d} \mathbf {A} }{\mathrm {d} t}}=(\mathbf {v} \cdot \nabla )\mathbf {A} +{\frac {\partial \mathbf {A} }{\partial t}}}
Sendo A um vetor pertencente a um espaço vetorial bem definido e v o campo de velocidades, ou seja, {\displaystyle \mathbf {v} ={\frac {\mathrm {d} \mathbf {r} }{\mathrm {d} t}}}.
É necessário distinguir a notação de derivada total da parcial quando se deriva uma função do tipo {\displaystyle f(t,x,x')} que é fundamental para o cálculo de variações. A variável x aqui depende do tempo {\displaystyle x=x(t),\ x'={\frac {\mathrm {d} x}{\mathrm {d} t}}}. Então, derivar em relação ao tempo resulta em:
{\displaystyle {\frac {\mathrm {d} f}{\mathrm {d} t}}={\frac {\partial f}{\partial t}}+{\frac {\partial f}{\partial x}}\cdot x'+{\frac {\partial f}{\partial x'}}\cdot x''}

### Exemplo 1
Uma função simples:
{\displaystyle {\frac {\mathrm {d} f}{\mathrm {d} t}}=2+3x'+5x''}

### Exemplo 2
Um exemplo um pouco mais complexo e ilustrativo poderia ser: {\displaystyle f(t,x,x')=t^{3}+{\frac {1}{x}}+\ln(x')} nesse caso a derivada total é:
{\displaystyle {\frac {\mathrm {d} f}{\mathrm {d} t}}=3t^{2}-{\frac {x'}{x^{2}}}+{\frac {x''}{x'}}}